# Xavier Bernadí i Gil
Xavier Bernadí i Gil (Sabadell, 15 de febrer de 1967) és un jurista i docent català, secretari del Govern de la Generalitat de Catalunya des del maig del 2021. També és professor associat de Dret administratiu a la Universitat Pompeu Fabra (UPF). Anteriorment havia exercit de director general de Dret i d'Entitats Jurídiques del Departament de Justícia de la Generalitat de Catalunya.

## Biografia
L'any 1990 es llicencià en Dret per la Universitat Autònoma de Barcelona (UAB) i l'any 2002 es doctorà en Dret per la Universitat Pompeu Fabra. Es focalitzà en la investigació del dret autonòmic; la distribució de competències; i l'Administració pública i les tecnologies de la Informació i la Comunicació. Amb relació a aquesta darrera matèria, edità el llibre Administracions públiques i Internet. Elements de dret públic electrònic (Fundació Carles Pi i Sunyer d'Estudis Autonòmics i Locals, 2007), a més de ser el coautor de l'obra, juntament amb Clara Velasco i Carles Lloveras, igualment professors de la UPF.
El març de 2008 fou nomenat secretari de la comissió mixta Estat-Generalitat sobre transferències de competències. Aquest és l'òrgan previst per l'Estatut d'Autonomia de Catalunya de 2006 per a inventariar els béns i els drets de l'Estat que hauran de ser objecte de traspàs a la Generalitat de Catalunya, així com detallar els serveis i institucions previstos per a traspassar. La funció principal de la secretaria de la comissió, adscrita a la Conselleria d'Interior, Relacions Institucionals i Participació de la Generalitat de Catalunya, és la d'impulsar i supervisar els treballs i documents de negociació relatius a aquests traspassos de funcions i serveis.
Entre altres funcions, també és membre del consell de redacció de la Revista catalana de dret públic, membre del cos superior d'administració de la Generalitat de Catalunya, coordinador del grup de recerca Observatori de l'Evolució de les Institucions (UPF), i director del Seminari de Dret Administratiu de la Informació (SDAI).
Entre el juliol de 2013 i el 19 de gener de 2016 fou director de l'Oficina per al Desenvolupament de l'Autogovern, amb rang de director general, al Departament de Governació i Relacions Institucionals de la Generalitat de Catalunya. A partir d'aleshores, arran del decret 84/2016, fou nomenat director general de Dret i d'Entitats Jurídiques del Departament de Justícia de la mateixa administració.